# Партия независимости (Палестина)
Партия независимости (Хизб аль-Истиклал) — арабская националистическая партия, которая была основана в Палестине 13 августа 1932, во время британского мандата.
Партия сопротивлялась сионистским планам иммиграции евреев в Палестину. Во время арабского восстания (1936—1939) партия призывала к бойкоту британцев наподобие акций Индийского национального конгресса. Лидер партии Авни Абд аль-Хади, был Генеральным секретарём «Верховного арабского комитета».